# Кентшин
Кентшин (пољ. Kętrzyn) град је у Пољској у Војводству варминско-мазурском. По подацима из 2012. године број становника у месту је био 28 256.

## Становништво
| 2012.  |
| ------ |
| 28 256 |

## Партнерски градови
- Светли (Калињинградска област)
- Володимир
- Везел Злате Хори